# エンジェル・オブ・デス
『エンジェル・オブ・デス』 英: (Angel Of Death)は、アメリカ合衆国のスラッシュメタルバンド・スレイヤーが1986年に発表したアルバム『レイン・イン・ブラッド』のオープニング・トラック。バンドのギタリスト、ジェフ・ハンネマンによる歌詞は、ナチの医学者ヨーゼフ・メンゲレがアウシュヴィッツ＝ビルケナウ強制収容所で行った人体実験を下地としている。ナチの医師を描いたこの楽曲の発表は、スレイヤーを親ナチ主義、あるいは人種差別者であるとの批判に晒すことになった。
この曲に対する論争やアルバム『レイン・イン・ブラッド』発表の延期をよそに「エンジェル・オブ・デス」はスレイヤーの各ライブ・アルバムやビデオに収録され、映画の各サウンドトラックにも取り上げられた。また評論家からの評判もよく、オールミュージックはこれを「クラシックである」と評し、CDジャーナルは「スラッシュ・メタル史上に残る名曲」「すべてが完璧」と評している。

## 曲の成立
「エンジェル・オブ・デス」の曲と詞はスレイヤーのギタリスト、ジェフ・ハンネマンによるもので、ライブ・ツアー中にヨーゼフ・メンゲレに関する2冊の本を読み、これに触発されてのことである。「メンゲレについて書かれた2冊の本をふと購入したんだよ。俺は『最悪だ、うんざりだ』って思ったんだけど、録音作業の時、こいつが頭から離れなかった。そこから『エンジェル・オブ・デス』の詞が出来たんだ」
歌詞の内容は第二次世界大戦中にアウシュヴィッツで行われた外科学実験にまつわる話である。メンゲレの研究は双生児と小人症を対象とし、人体学的あるいは心理学的に様々な実験が行われた。彼は、麻酔なしで、人体同士の縫合、双生児間での輸血、隔絶して孤独に耐えさせる実験、化学兵器や生物兵器の注入、性転換手術、四肢や器官の切除などを行っている。「死の天使 Angel of Death」と渾名されることになったのは、彼がこのような外科実験を行ったためである。

## 論争

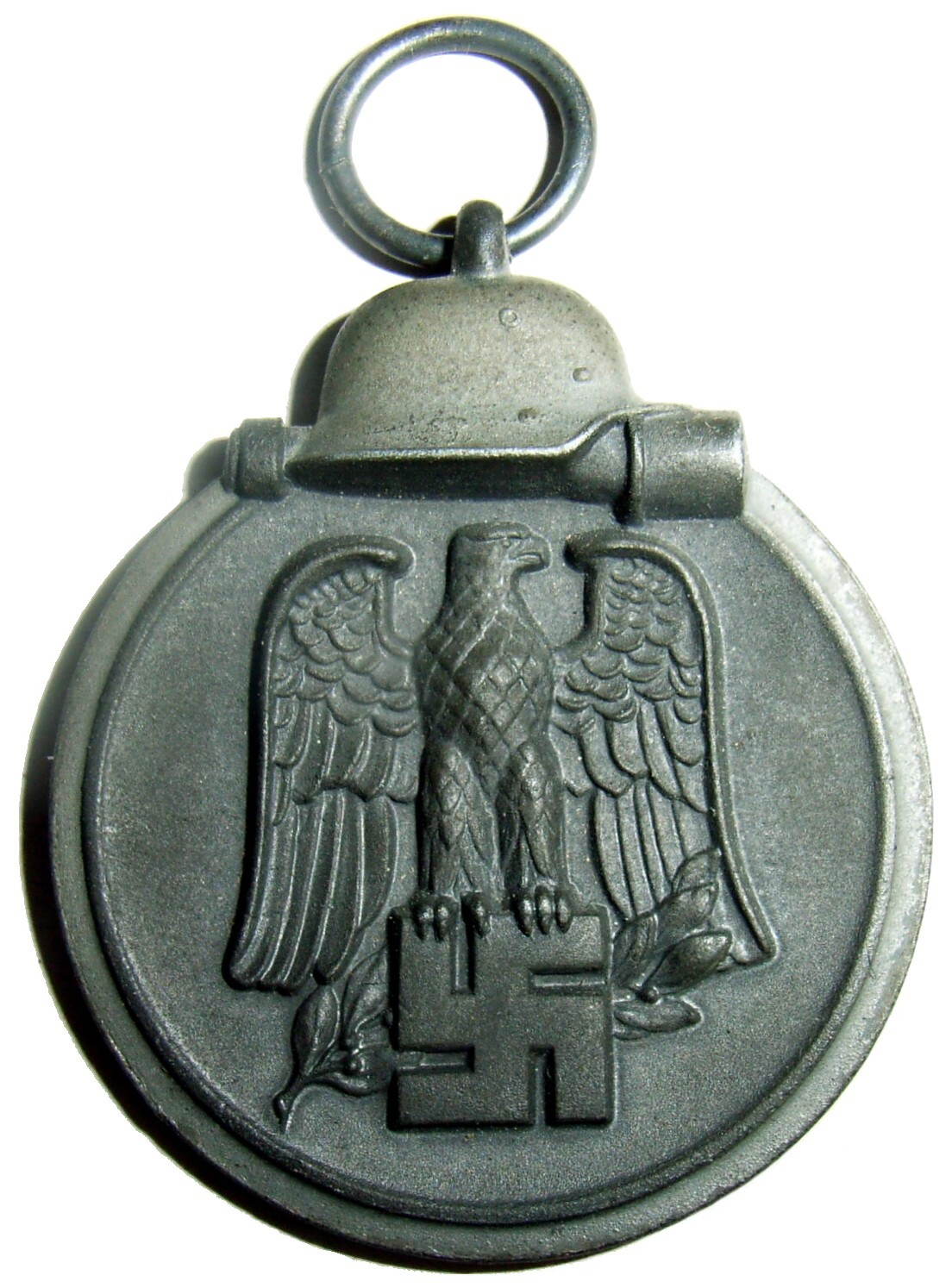
独ソ戦の勲章（Eastern Front Medal）。バンドがロゴに使用した鷲章 とほぼ同じ図案を用いている

「エンジェル・オブ・デス」の詞の内容が問題となり、アルバム『レイン・イン・ブラッド』の発表は延期された。その理由として出版契約を行ったレコード・レーベル、デフ・ジャム・レコードとその配給会社、コロムビア・レコードは、歌詞の内容に加えてアルバム・カバーのアートワークが過度であることを指摘した。これを受けてゲフィン・レコードから1986年10月7日に配給されることが決定するが、公式なリリース・スケジュールに掲載されることはなかった。
この曲の過激な内容はホロコーストの生存者から怒りを買い、その家族や社会からの反発を招いた。さらにこの論争でスレイヤーは親ナチ的と非難され、バンドの評判に付いて回る結果となった。人々はハンネマンがナチの歴史に興味を抱いていることを取り沙汰し、親ナチの証拠として賞牌の収集家であること、ドイツの鉄十字章を大事にしていること が指摘された。
これに対してハンネマンは以下のように反論している。「なぜ人々がこのような誤解をするのか。理由は簡単だ。それが人間の無条件反射だからさ。人々はこの歌詞を見て、俺が彼のことを必ずしも悪者扱いしていないと言う ―― そんなのは余りに当たり前のことじゃないか？俺がこんなことを言わなきゃいけないこと自体がおかしすぎる」
もう一人のギタリスト、ケリー・キングはこう語る。「そう、“スレイヤーはナチズムでファシズムでコミュニズムだ ”―― 阿呆か。もちろんドイツでは大いに宣伝してもらったわけだが。『詞を読め、そして何が不快なのか教えてくれ。ドキュメンタリーか何かとでも思っているのか、それともスレイヤーは第二次世界大戦について福音でも垂れていると言うのか』俺はいつだってそうだった。でも人はいつだってそういう風に考えたりしない。特にヨーロッパはそう。そんな奴らと話しても無駄さ」
さらにこの曲は人種差別であると批判されたが、バンドはこれを否定している。バンドのボーカリスト、トム・アラヤはチリ人だし、ドラマーのデイヴ・ロンバードはキューバ出身のヒスパニックである。さらにプロデューサーであり親友でもあるリック・ルービンの先祖は、ホロコーストの中心的な被害者であるユダヤ人なのである。さらにキングはユダヤ系のヒップ・ホップ・グループ、ビースティ・ボーイズの「ノー・スリープ・ティル・ブルックリン」にゲスト参加もしている。しばしばインタビューでこの話題を出されるが、メンバーはナチズムやレイシズムについて容認したわけではなく、ただ単に興味のあった題材であったに過ぎないと述べている。

ハンネマンがギターに貼った親衛隊のロゴ

バンドはこの曲にまつわる論争をアルバム『シーズンズ・イン・ジ・アビス』期に宣伝として利用した。ナチが使用したハーケンクロイツを掴む鷲章に似たイメージに、バンドのロゴを重ねて使用したのである。またハンネマンはギターにナチの親衛隊のステッカーを貼り、ナチ親衛隊ラインハルト・ハイドリヒについての歌「SS-3」（アルバム『ディヴァイン・インターヴェンション』収録）を書いている。
スレイヤーは2006年に発表したアルバム『クライスト・イリュージョン』に「ジハード」を収録、これが「エンジェル・オブ・デス」と比較されることになった。この曲はアメリカ同時多発テロ事件に対して書かれた曲で、詞の内容はテロリストの視点から描かれている。アラヤは「エンジェル・オブ・デス」同様の反発があることを予期していたが、結局そこまでには至らなかった。彼自身がそう思ったように、人々はこの曲を単に「まさにスレイヤーらしいスレイヤーの曲だ」と思ったに過ぎないからであろう。

## 曲の構成
「エンジェル・オブ・デス」は全28分のアルバム『レイン・イン・ブラッド』の中で4分51秒を占める最長の曲である
。複雑なリフはハンネマンとキングによるもので、旋律はリフの影響を受けている。曲はアラヤの鋭いスクリームで幕を開け、ロンバードのドラムスは 210 BPM で進んでいく。
ロンバードがツアーに妻を同行させようと望んだことがバンド内に軋轢を生んだ結果1992年に脱退することになったとき、バンドが後任に選んだのはテスタメントのドラマー、ポール・ボスタフであった。9曲の課題を与えて彼を試したが、そのうち「エンジェル・オブ・デス」の演奏で唯一ミステイクがあった。この曲の終盤では高速でツー・バスを踏み続けるパートの後にエンディングへ続く構成になっているが、ボスタフは事前にロンバードがライブで演奏した音源を聴いて練習したにもかかわらず、これをどうすればいいのか理解できなかったし、ベースのパートを始め、ギターのリフを何回繰り返せばよいのか、なかなか理解できなかったためである。残りの8曲については完璧であったことは、後にバンドのメンバーから述べられている。

## 評価
「エンジェル・オブ・デス」はシングル化されなかったこともあってチャートに入ることはなかったが、収録アルバム『レイン・イン・ブラッド』に対するレビューの中で非常に高い評価を受けた。
スタイラス・マガジンのクレイ・ジャーヴァスは、「（この曲により）今日のファストー/ヘヴィな音楽を演奏するバンドは灰燼と帰すだろう。詞は襲いかかる恐怖を大枠としているが、それ以外の部分は音楽的な土台が固まっている。それは速く、引き締まっていて、素晴らしいものだ」と評している。
ポップマターズのエイドリアン・ベグランドはこう述べている。「この見事な『エンジェル・オブ・デス』を越える歌は存在しないだろう。メタルの歴史において最高の記念碑的作品となる。ギタリストのケリー・キングとジェフ・ハンネマンは複雑なリフを奏で、ドラマーのデイヴ・ロンバードの演奏は史上最高にパワフルだと言えるし、ベーシスト/ボーカリストのトム・アラヤはナチが引き起こした戦争とヨーゼフ・メンゲレの犯罪行為という物語を叫び、唸っている」

## 収録作品

### 映画
「エンジェル・オブ・デス」はいくつかの映画に採用された。ひとつは『グレムリン2』で、グレムリンのモホークが蜘蛛に変身する場面である。また『ジャッカス・ザ・ムービー』ではカー・スタントの場面に登場する。

### ドキュメンタリー
2005年に公開されたイラク戦争のドキュメンタリー『サウンドトラック・トゥ・ウォー』では、現代の戦場での音楽の役割として描かれた。

### サンプリング
パブリック・エナミーが1988年に発表した歌「チャンネル・ゼロ」ではリフの半分がサンプリングされた。

### コンピュータゲーム
マルチ・プラチナムのコンピュータゲーム『トニー・ホーク プロジェクト8』でも聴くことができる。このゲームでサウンドトラックを選曲したノーラン・ネルソンは「歴史上最高のメタル・ソングの一つだ。スレイヤーを知らないって？それは哀れだね」とまで語っている。

### カバー／トリビュート
スレイヤーのトリビュートバンド、デッド・スキン・マスクはスレイヤーの曲を8曲収録したアルバムをリリースし、「エンジェル・オブ・デス」も収録された。
他にはデスメタル・バンド、モンストロシティがこの曲をカバーし、アポカリプティカはアルバム『アンプリファイド – ア・ディケイド・オブ・リインベンティング・ザ・チェロ』でこの曲を演奏した。弦楽器ハーペジョーネを操るキリック・エリック・ハインズ（当時はエリック・ハインズと名乗っていた）はその独特の音色で『レイン・イン・ブラッド』のトリビュート・アルバムを制作し、この曲のカバーを演奏している。
ハーリング・メタル・レコードがスレイヤーのトリビュート CD『Al Sur Del Abismo (Tributo Argentino A Slayer)』を編集したときは、アルゼンチンのメタル・バンドが16曲を提供し、Asinesia がこの曲をカバーした。ブラック・サン・レコードが1996年にリリースしたトリビュート盤『スレタニック・スローターII』ではライアーズ・イン・ウェイトがこの曲のカバーで参加した。

### スレイヤーによる再録
スレイヤー自身オズフェストで幾度となくヘッドライナーを務め、出演バンドによるコンピレーション・アルバムにもこの曲が収められた。コンピレーション・ボックス・セット『弾薬箱～黙示録のサウンドトラック』では第 1 曲目として収録。ライブ・アルバム『ディケイド・オブ・アグレッション』、『ステイン・オブ・マインド』、ビデオ『ライブ・イントルージョン』、『ウォー・アット・ザ・ウォーフィールド』、『レイン・イン・ブラッド・ライヴ:スティル・レインニング』にも収められている。